# Toni Mestre
Antoni Beneyto Mestre, més conegut com a Toni Mestre (Altea, 22 de setembre de 1942 - València, 28 de juliol de 2006) fou un periodista i escriptor valencià compromès amb els valors democràtics i valencianistes i defensor de la cultura i llengua catalana al País Valencià.
Va ser guionista i presentador del programa De dalt a baix, primer programa en valencià a la ràdio pública (Ràdio Peninsular, RNE), que es va iniciar sota el franquisme i que es va mantenir amb diverses interrupcions fins als anys 80. En els seus programes va difondre la Nova Cançó durant la transició, emetent cançons d'Els Pavesos, Lluís el Sifoner, Carraixet, Paco Muñoz o Lluís Miquel, a més de Raimon, Ovidi Montllor, Marina Rossell, Lluís Llach, Pau Riba, Maria del Mar Bonet o Joan Manuel Serrat. Paral·lelament a la seua tasca periodística, Mestre escrivia poemes i cançons.
El programa va reaparèixer posteriorment amb un altre nom: Ara i ací. Tenia cobertura sobre tot el territori valencià i va crear escola. Després, Toni Mestre va ser "condemnat" a llegir els butlletins horaris en castellà, fins que va decidir jubilar-se, als 58 anys, el febrer de 2001. Darrerament col·laborava a mitjans com L'Avanç i Levante-EMV.
L'any 2001, la Generalitat de Catalunya li va atorgar el Premi Nacional de Radiodifusió per la seua trajectòria professional al servei de la llengua i la cultura catalanes al País Valencià. El juny de 2006 va rebre un premi pel seu suport a la música en valencià en la festa dels Premis Ovidi Montllor que es va fer a València.
El 5 de novembre de 2005 va protagonitzar, amb la seua parella, el primer casament entre persones del mateix sexe a l'Ajuntament de Bocairent.
Va morir el 28 de juliol de 2006 a causa d'un càncer.

## Premis
- Premi de Poesia Artur Simó de Silla, 1980 al llibre Pleniluni d'estiu.
- Premi de Poesia Pasqual Asins i Lerma de Catarroja 1980 al llibre Retaule.
- Premi de Poesia Jordi de Sant Jordi de l'Ajuntament de València 1981 al llibre Fletxes de vent. Amb les armes del sonet

## Obra
- Pleniluni d'estiu. Ajuntament de Silla. Silla, 1980 [Poesia]
- Retaule. Ajuntament de Catarroja. Catarroja, 1980 [Poesia]
- Fletxes en el vent. Amb les armes del sonet. Pròleg de Vicent Andrés Estellés. Editorial Prometeo, 1981. [Poesia]
- D'enlloc i no mai. Llegendes valencianes. Consorci d'Editors Valencians, S.A. València, 1988 [Literatura infantil]
- Quadern d'enyor i desig. Edicions Alfons el Magnànim Prometeo, 1994. [Poesia]